# Pucará (distrito de Jaén)
Pucará é um distrito do Peru, departamento de Cajamarca, localizada na província de Jaén.

## Transporte
O distrito de Pucará é servido pela seguinte rodovia:
- PE-3N, que liga o distrito de La Oroya (Região de Junín) à Puerto Vado Grande (Fronteira Equador-Peru) no distrito de Ayabaca (Região de Piura) [1][2][3]